# Kimi to Boku no Saigo no Senjō, Aruiwa Sekai ga Hajimaru Seisen
Kimi to Boku no Saigo no Senjō, Aruiwa Sekai ga Hajimaru (яп. キミと僕の最後の戦場、あるいは世界が始まる聖戦, Останнє поле битви між тобою та мною, або Свята війна створення світу), скорочено
KimiSen (яп. キミ戦) — серія ранобе, написана Кеєм Сазане та ілюстрована Ао Неконабе. Видавництво Fujimi Shobo (підрозділ Kadokawa Corporation) видало шістнадцять томів та три збірки оповідань із травня 2017 року під імпринтом Fujimi Fantasia Bunko.
Манґа-адаптація Оками публікувалася в журналі Young Animal видавництва Hakusensha з травня 2018 року по березень 2021 року. Як ранобе, так і манґа ліцензовані в Північній Америці компанією Yen Press. Аніме-серіал виробництва Silver Link транслювався з жовтня по грудень 2020 року. Другий сезон, створений Silver Link та Studio Palette, виходив в ефір з липня 2024 року по червень 2025 року.

## Світ

### Історія
Упродовж багатьох років між Небесною Імперією, що володіє передовими технологіями, та Суверенітетом Небуліс — країною могутніх користувачів магії, точиться здавалося б нескінченна війна. У теперішній час на полі битви зустрічаються майстер меча з Імперії на ім'я Іска та «Відьма Льодового Лиха» з правлячої родини Небуліс, Аліселіза. Вони сповнені рішучості вбити одне одного.
Проте, будучи ворогами, обоє таємно бажають мирно завершити війну між своїми націями без подальшого кровопролиття. Оскільки обставини постійно зводять їх разом, Іска та Аліса починають замислюватися, чи зможуть вони спочатку знайти порозуміння одне з одним, і через це — прокласти шлях до завершення цієї війни.

### Герої
Іска (яп. イスカ, Isuka)
Сейю: Юсуке Кобаясі
Неофіційний лідер 907-го підрозділу Небесної Імперії та неперевершений майстер меча, який володіє астральними мечами чорного та білого кольорів, що здатні нейтралізувати більшість видів магії. У 16 років він став наймолодшим Святим Учнем в історії Імперії. Однак, з незрозумілих причин, він звільнив відьму, яка утримувалася в імперській в'язниці, в результаті чого його позбавили титулу та ув'язнили на рік як покарання. Тепер лідери Імперії дали йому ще один шанс на свободу за умови, що він уб'є певну чистокровну відьму. Проте Іска прагне знайти спосіб закінчити поточну війну без подальшого кровопролиття.
Аліселіза Лу Небуліс IX (яп. アリスリーゼ・ルー・ネブリス9世, Arisurīze rū Neburisu Kyūsei)
Сейю: Сора Амамія
Аліселіза є чистокровною «Відьмою Льодового Лиха» з могутньою магією льоду, що може зрівнятися з більшістю інших астральних магів у її рідному Суверенітеті Небуліс. Як дочка королівської родини Небуліс, Аліса є претенденткою на трон, який займає Міллавейр, нинішня королева та її мати. Після багаторазових зустрічей з Іскою у неї починають розвиватися почуття до нього, і вона навіть намагається залучити його до своєї справи. Як і Іска, вона також тихо прагне закінчити війну між двома країнами без подальшого кровопролиття. Однак ці ідеали викликають напругу у відносинах з її матір'ю, яка не бачить шляху до миру з Імперією, навіть спалюючи твори мистецтва у своїй особистій кімнаті, що були створені в Імперії.

## Медіа

### Ранобе
Ранобе «Останнє поле битви між тобою та мною, або Свята війна створення світу» написане Кеєм Сазане та проілюстрована Ао Неконабе. Перший том ранобе був опублікований 20 травня 2017 року видавництвом Fujimi Shobo під імпринтом Fujimi Fantasia Bunko. Станом на жовтень 2024 року, вийшло шістнадцять томів та три збірки коротких оповідань. Yen Press придбала ліцензію на серію в Північній Америці та опублікувала перший том 24 вересня 2019 року.
| №         | Дата виходу     | ISBN                   |
| --------- | --------------- | ---------------------- |
| 1         | 20 травня 2017  | ISBN 978-4-04-072307-5 |
| 2         | 20 липня 2017   | ISBN 978-4-04-072308-2 |
| 3         | 20 грудня 2017  | ISBN 978-4-04-072518-5 |
| 4         | 20 квітня 2018  | ISBN 978-4-04-072519-2 |
| 5         | 18 серпня 2018  | ISBN 978-4-04-072866-7 |
| 6         | 20 грудня 2018  | ISBN 978-4-04-072867-4 |
| 7         | 20 вересня 2019 | ISBN 978-4-04-073179-7 |
| 8         | 20 грудня 2019  | ISBN 978-4-04-073181-0 |
| 9         | 17 квітня 2020  | ISBN 978-4-04-073182-7 |
| 1 оповідь | 17 липня 2020   | ISBN 978-4-04-073730-0 |
| 10        | 17 жовтня 2020  | ISBN 978-4-04-073729-4 |
| 2 оповідь | 19 грудня 2020  | ISBN 978-4-04-073731-7 |
| 11        | 20 травня 2021  | ISBN 978-4-04-074077-5 |
| 12        | 20 жовтня 2021  | ISBN 978-4-04-074078-2 |
| 13        | 19 березня 2022 | ISBN 978-4-04-074443-8 |
| 3 оповідь | 20 серпня 2022  | ISBN 978-4-04-074617-3 |
| 14        | 20 грудня 2022  | ISBN 978-4-04-074444-5 |
| 15        | 20 червня 2023  | ISBN 978-4-04-074980-8 |
| 16        | 19 жовтня 2024  | ISBN 978-4-04-074981-5 |

### Манґа
Манґа-адаптація від Оками виходила в журналі Young Animal видавництва Hakusensha з 11 травня 2018 року по 12 березня 2021 року. Сім томів танкобон були опубліковані з 26 грудня 2018 року по 28 квітня 2021 року. Yen Press також ліцензувала манґу для випуску в Північній Америці, де вона видавалася з 5 листопада 2019 року по 24 жовтня 2023 року.
| № | Дата виходу     | ISBN                   |
| - | --------------- | ---------------------- |
| 1 | 26 грудня 2018  | ISBN 978-4-59-216301-5 |
| 2 | 29 травня 2019  | ISBN 978-4-59-216302-2 |
| 3 | 26 грудня 2019  | ISBN 978-4-59-216303-9 |
| 4 | 29 липня 2020   | ISBN 978-4-59-216304-6 |
| 5 | 29 вересня 2020 | ISBN 978-4-59-216305-3 |
| 6 | 25 грудня 2020  | ISBN 978-4-59-216306-0 |
| 7 | 28 квітня 2021  | ISBN 978-4-59-216307-7 |

### Аніме
Анонс аніме-серіалу відбувся 20 жовтня 2019 року на заході «Fantasia Bunko Dai Kanshasai 2019». Серіал був анімований студією Silver Link під керівництвом режисерів Шіна Онуми та Міраї Мінато. Кенто Шімояма відповідав за композицію серії, а Каорі Сато — за дизайн персонажів та був головним режисером анімації. Сейма Івахаші, Рьота Томура та Рюічіро Фудзінага з Elements Garden написали музику до серіалу. Трансляція відбувалася з 7 жовтня по 23 грудня 2020 року на AT-X та інших каналах. Відкриваючу тему «Against» виконала Каорі Ішіхара, а завершальну тему «Koori no Torikago» (яп. 氷の鳥籠, «Клітка з льоду») — Сора Амамія.
Funimation придбала права на серіал та транслювала його на своєму веб-сайті в Північній Америці, Великій Британії та Ірландії, а також на AnimeLab в Австралії та Новій Зеландії. Після придбання Crunchyroll компанією Sony, серіал було перенесено на платформу Crunchyroll.
Продовження було схвалено 1 жовтня 2021 року, і згодом стало відомо, що це буде другий сезон. Його анімували Silver Link та Studio Palette, режисером виступив Юкі Інаба, а Studio Palette була зазначена як відповідальна за композицію серії. Каорі Йошіхара розробила персонажів, а Elements Garden знову написали музику. Спочатку прем'єра була запланована на 2023 рік, але пізніше її відклали, і в кінцевому підсумку другий сезон транслювався з 10 липня 2024 року по 26 червня 2025 року. Відкриваюча пісня — «Senaka Awase» (яп. セナカアワセ, «Спина до спини») у виконанні AliA, а завершальна пісня — «Para Bellum» у виконанні Sizuk. Crunchyroll здійснює стрімінг серії. Plus Media Networks Asia ліцензувала серіал у Південно-Східній Азії, транслюючи його на Aniplus Asia.
6 серпня 2024 року було оголошено, що п'ятий та наступні епізоди другого сезону будуть відкладені на невизначений термін з обґрунтуванням «для підтримки якості» виробництва. Замість них, решту часу трансляції займали вибрані епізоди з першого сезону. Трансляція сезону відновилася 10 квітня 2025 року, а перший новий епізод вийшов в ефір 8 травня того ж року.